# Вітторіо Медзоджорно
Вітто́ріо Медзоджо́рно (також Меццоджо́рно (італ. Vittorio Mezzogiorno; 16 грудня 1941, Черкола, Королівство Італія — 7 січня 1994, Мілан) — італійський кіноактор.

## Біографія
Вітторіо Медзоджорно народився 16 грудня 1941 року в муніципалітеті Черкола біля Неаполя і був наймолодшим з семи дітей. У 18 років поступив до університету, де один рік вивчав медицину, потім перейшов до вивчення юриспруденції. У університетський період дебютував на театральній сцені, беручи участь в постановках Беккета і Йонеско.
Після двох театральних сезонів (1966—1967, 1967—1968), проведених разом з театральною трупою Едуардо Де Філіппо, а також після отримання університетського диплома, Медзоджорно вирішує, що буде актором. Переїхавши до Риму, ще деякий час він грав у театрі: працював у трупі з братами Джуффре і Лауреттою Мазьєро, потім з Джанні Сантуччо, Джанріко Тедескі і Маріо Скача, співпрацював з Флавіо Буччі, Стефано Сатто-Флорес, Крістіано Ченсі та Ізабеллою Дел Б'янко.
На екрані Вітторіо Медзоджороно дебютував у 22 роки. У 1960-1980-х роках він зіграв головні та другорядні ролі в чотирьох десятках фільмів. За фільм «Іграшка» (Il Giocattolo) (реж. Джуліано Монтальдо, 1979) він був нагороджений «Срібною стрічкою» Італійського національного синдикату кіножурналістів в номінації «Найкращий актор другого плану».
Перш ніж постійно працювати в Італії, Медзоджороно переїхав до Франції, де в 1983 році зіграв з Жераром Депардьє і Настасією Кінскі у фільмі «Місяць у стічній канаві» (La lune dans le caniveau). Визнання прийшло до нього після виходу в 1983-му гомосексуальної драми Патріса Шеро «Поранена людина» (L'homme blesse), де її герой Жан Лерман у виконанні Медзоджорно помирав від рук молодого коханця.
У 1980-х Вітторіо Медзоджороно знімався багато. Яскравими й такими, що запам'ятовуються, були його роботи у фільмах «Три брати» (Tre fratelli, 1981, реж. Франческо Розі, «Срібна стрічка» в номінації «За найкращу чоловічу роль»), «Під примусом» (Contrainte par corps, 1987, реж. Серж Леруа), серіалах «Махабхарата» (The Mahabharata, 1989, реж. Пітер Брук), «Французька революція» (La revolution francaise, 1989, реж. Робер Енріко і Річард Т. Еффрон), де він зіграв Жана-Поля Марата. Ці і багато інших кіноролей зробили Вітторіо Медзоджорно одним з найвизнаніших європейських акторів.
У 1990 році Медзоджорно повернувся до Італії, в Мілан, де став новою зіркою телесеріалу «Спрут» (5-а і 6-а частини), зігравши роль Давиде Ліката, що замінив комісара Каттані.
Загалом Медзоджороно за час своєї акторської кар'єри зіграв ролі у понад 60-ти кіно- і телефільмах в Італії, Франції, Німеччині, Іспанії, Швейцарії, Великій Британії, продовжуючи грати на театральних підмостках.
Помер Вітторіо Медзоджорно 7 січня 1994 року в Мілані від раку у віці 52 років.

## Фільмографія
| Рік  |    | Українська назва                  | Оригінальна назва                      | Роль                                    |
| ---- | -- | --------------------------------- | -------------------------------------- | --------------------------------------- |
| 1963 | с  | Луїза Сан-Феліче                  | Luisa Sanfelice                        | офіційний Сан-Катальдо                  |
| 1965 | с  | Воскресіння                       | Resurrezione                           | слуга                                   |
| 1972 | ф  | Справа Пішотти                    | Il Caso Pisciotta                      | Беретта, агент                          |
| 1973 | ф  | Негода                            | Non ho tempo                           |                                         |
| 1973 | тф | Хлопець                           | Il Picciotto                           | слідчий-судья                           |
| 1974 | ф  | Несамовитий Орландо               | Orlando furioso                        | корсар                                  |
| 1974 | ф  | Спокійний і тихий Дон             | Sotto il placido Don                   | Вадим                                   |
| 1975 | с  | Гіркий випадок баронеси Ді Каріні | L'amaro caso della baronessa di Carini | Енцо Сантеліа                           |
| 1975 | ф  | Чечилія                           | La Cecilia                             | Луїджі                                  |
| 1976 | ф  | Полонянка                         | La orca                                | поліцейський                            |
| 1976 | ф  | Лише б не дізналися всі навколо!  | Basta che non si sappia in giro!...    | Лупо (епізод «Верхній»)                 |
| 1978 | ф  | Поліція і поразка                 | La Polizia è sconfitta                 | Валлі                                   |
| 1979 | тф | День дзеркал                      | Il Giorno dei cristalli                | Мішель Пайта                            |
| 1979 | с  | Мартін Іден                       | Martin Eden                            | Cheeseface                              |
| 1979 | ф  | Іграшка                           | Il Giocattolo                          | Сауро                                   |
| 1980 | ф  | Дезидерія: Внутрішній світ        | Desideria: La vita interiore           | Ерострато                               |
| 1980 | ф  | Кафе-експрес                      | Cafe-express                           | Аміранто, кишеньковий злодій            |
| 1980 | ф  | Ціна перемоги                     | Speed Cross                            | Нікола                                  |
| 1981 | ф  | Падіння бунтівних ангелів         | La caduta degli angeli ribelli         | Вітторіо                                |
| 1981 | ф  | Три брати                         | Tre fratelli                           | Рокко Джурана, учитель / молодий Донато |
| 1981 | ф  | Автокатастрофа                    | Car Crash                              | Нік                                     |
| 1981 | ф  | Я не зроблю харакірі              | E noi non faremo Karakiri              | Маттео                                  |
| 1983 | ф  | Будинок з жовтим килимом          | La Casa del tappeto giallo             | Антоніо                                 |
| 1983 | ф  | Місяць у стічній канаві           | La Lune dans le caniveau               | Ньютон Ченнінг                          |
| 1983 | ф  | Поранена людина                   | L'Homme blessé                         | Жан Лерман                              |
| 1984 | ф  | ...і життя триває                 | ...e la vita continua                  | Саверіо Бетоккі                         |
| 1984 | ф  | Вершники бурі                     | Les Cavaliers de l'orage               | Горіан                                  |
| 1984 | ф  | Хвойда                            | La Garce                               | Макс                                    |
| 1985 | с  | Муссоліні і я                     | Mussolini and I                        | Алессандро Паволіні                     |
| 1987 | ф  | Вогні                             | Fuegos                                 | Грінго                                  |
| 1989 | с  | Махабхарата                       | The Mahabharata                        | Арджуна                                 |
| 1989 | тф | Французька революція              | La Révolution française                | Жан-Поль Марат                          |
| 1990 | ф  | Спрут 5: Суть проблеми            | La Piovra 5 — Il cuore del problema    | Давиде Ліката                           |
| 1991 | ф  | Крик каменя                       | Cerro Torre: Schrei aus Stein          | Рочча                                   |
| 1991 | ф  | Засудження                        | La Condanna                            | Лоренцо Коладжані                       |
| 1992 | ф  | Голем, дух вигнання               | Golem, l'esprit de l'exil              | Магарал                                 |
| 1992 | ф  | Мертвий сезон                     | Zwischensaison                         | дядько Поль                             |
| 1992 | ф  | Спрут 6: Остання таємниця         | La Piovra 6: L'ultimo segreto          | Давиде Ліката                           |
| 1993 | ф  | Полювання на мух                  | Caccia alle mosche                     |                                         |

## Нагороди та номінації
| Нагороди та номінації Вітторіо Медзоджорно        | Нагороди та номінації Вітторіо Медзоджорно                      | Нагороди та номінації Вітторіо Медзоджорно | Нагороди та номінації Вітторіо Медзоджорно |
| Рік                                               | Категорія                                                       | Фільм                                      | Результат                                  |
| ------------------------------------------------- | --------------------------------------------------------------- | ------------------------------------------ | ------------------------------------------ |
| Золотий глобус (Італія)                           |                                                                 |                                            |                                            |
| 1979                                              | Найкращий новий актор                                           | Іграшка                                    | Перемога                                   |
| Італійський національний синдикат кіножурналістів |                                                                 |                                            |                                            |
| 1979                                              | Премія «Срібна стрічка» за найкращу чоловічу роль другого плану | Іграшка                                    | Номінація                                  |
| 1981                                              | Премія «Срібна стрічка» за найкращу чоловічу роль               | Три брати                                  | Перемога                                   |
| Венеційський міжнародний кінофестиваль            |                                                                 |                                            |                                            |
| 1991                                              | Премія Пазінетті                                                | Крик каменю                                | Перемога                                   |
| 1991                                              | Золота хлопавка                                                 | Крик каменю                                | Перемога                                   |

## Родина та особисте життя
У 1969 році зустрів Сесілію Саккі — вони грали разом у виставі «Жінки Арістофана» в Грецькому театрі Седжеста на Сицилії. 14 жовтня 1972 року вони одружилися. 9 листопада 1974 року народилася донька Джованна Медзоджорно, що стала відомою акторкою. Також у Медзоджорно є донька від коханки, що послужило причиною розлучення з С. Саккі.
У 2004 році Джованна Медзоджорно заснувала в рідному місті батька пам'ятну стипендію для молодих акторів, названу Premio Vittorio Mezzogiorno.